# Tour de los Alpes 2024
La 47.ª edición de la competición ciclista Tour de los Alpes fue una carrera de ciclismo en ruta por etapas que se celebró entre el 15 y el 19 de abril de 2024 en Italia y Austria con inicio en la ciudad italiana de Egna y final en la ciudad italiana de Levico Terme, sobre una distancia total de 709,3 kilómetros.
La carrera formó parte del del UCI ProSeries 2024, calendario ciclístico mundial de segunda división, dentro de la categoría UCI 2.Pro. El vencedor fue el español Juan Pedro López del Lidl-Trek, quien estuvo acompañado en el podio por el australiano Ben O'Connor del Decathlon AG2R La Mondiale y el italiano Antonio Tiberi del Bahrain Victorious, segundo y tercer clasificado respectivamente.

## Equipos participantes
Tomaron parte en la carrera 18 equipos: 9 de categoría UCI WorldTeam invitados por la organización, 7 de categoría UCI ProTeam, uno de categoría Continental y la selección nacional austríaca. Formaron así un pelotón de 121 ciclistas de los que acabaron 92. Los equipos participantes fueron:
| WorldTeams (9)- Bahrain Victorious - Bora-Hansgrohe - Decathlon-AG2R La Mondiale - Team dsm-firmenich PostNL - EF Education-EasyPost - Ineos Grenadiers - Team Jayco AlUla - Lidl-Trek - Movistar Team ProTeams (7)- Equipo Kern Pharma - Euskaltel-Euskadi - Polti Kometa - TDT-Unibet - Corratec-Vini Fantini - Tudor Pro Cycling Team - VF Group-Bardiani CSF-Faizané Equipo continental- JCL Team Ukyo Equipo nacional- Austria |
| |

## Recorrido
El Tour de los Alpes dispuso de cinco etapas dividido en tres etapas de media montaña y dos etapa de alta montaña, para un recorrido total de 709,3 kilómetros.
| Etapa     | Fecha     | Recorrido                            | type                   | Distancia (km) | Desnivel (m) | Ganador                | Líder            |
| --------- | --------- | ------------------------------------ | ---------------------- | -------------- | ------------ | ---------------------- | ---------------- |
| 1.ª etapa | 15 de abr | Egna – Cortina sulla Strada del Vino | etapa de media montaña | 133,3          | 2060 m       | Tobias Foss            | Tobias Foss      |
| 2.ª etapa | 16 de abr | Salorno – Stans                      | etapa de media montaña | 189,1          | 2510 m       | Alessandro De Marchi   | Tobias Foss      |
| 3.ª etapa | 17 de abr | Schwaz – Schwaz                      | etapa de media montaña | 127            | 2360 m       | Juan Pedro López       | Juan Pedro López |
| 4.ª etapa | 18 de abr | Laives – Borgo Valsugana             | etapa de montaña       | 141,3          | 3830 m       | Simon Carr             | Juan Pedro López |
| 5.ª etapa | 19 de abr | Levico Terme – Levico Terme          | etapa de montaña       | 118,6          | 2490 m       | Aurélien Paret-Peintre | Juan Pedro López |

## Desarrollo de la carrera

### 1.ª etapa
| Egna - Cortina sulla Strada del Vino | etapa de media montaña | (133,3 km) |

| \| Clasificación de la etapa \| Clasificación de la etapa \| Clasificación de la etapa \| Clasificación de la etapa \| Clasificación de la etapa \| \| Ciclista \| Ciclista \| Equipo \| Tiempo \| \| \| ------------------------- \| ------------------------- \| -------------------------- \| ------------------------- \| ------------------------- \| \| 1.º \| Tobias Foss \| Ineos Grenadiers \| 3 h 17 min 06 s \| \| \| 2.º \| Chris Harper \| Team Jayco AlUla \| + 0 s \| \| \| 3.º \| Esteban Chaves \| EF Education-EasyPost \| + 0 s \| \| \| 4.º \| Ben O'Connor \| Decathlon-AG2R La Mondiale \| + 0 s \| \| \| 5.º \| Juan Pedro López \| Lidl-Trek \| + 3 s \| \| \| 6.º \| Geraint Thomas \| Ineos Grenadiers \| + 3 s \| \| \| 7.º \| Antonio Tiberi \| Bahrain Victorious \| + 3 s \| \| \| 8.º \| Amanuel Ghebreigzabhier \| Lidl-Trek \| + 3 s \| \| \| 9.º \| Romain Bardet \| Team dsm-firmenich PostNL \| + 3 s \| \| \| 10.º \| Valentin Paret-Peintre \| Decathlon-AG2R La Mondiale \| + 3 s \| \| |                         |                            |                 |
| |                         |                            |                 |
| Fuente: ProCyclingStats |                         |                            |                 |
| Clasificación de la etapa |                         |                            |                 |
| Ciclista | Ciclista                | Equipo                     | Tiempo          |
| 1.º | Tobias Foss             | Ineos Grenadiers           | 3 h 17 min 06 s |
| 2.º | Chris Harper            | Team Jayco AlUla           | + 0 s           |
| 3.º | Esteban Chaves          | EF Education-EasyPost      | + 0 s           |
| 4.º | Ben O'Connor            | Decathlon-AG2R La Mondiale | + 0 s           |
| 5.º | Juan Pedro López        | Lidl-Trek                  | + 3 s           |
| 6.º | Geraint Thomas          | Ineos Grenadiers           | + 3 s           |
| 7.º | Antonio Tiberi          | Bahrain Victorious         | + 3 s           |
| 8.º | Amanuel Ghebreigzabhier | Lidl-Trek                  | + 3 s           |
| 9.º | Romain Bardet           | Team dsm-firmenich PostNL  | + 3 s           |
| 10.º | Valentin Paret-Peintre  | Decathlon-AG2R La Mondiale | + 3 s           |

| \| Clasificación general \| Clasificación general \| Clasificación general \| Clasificación general \| Clasificación general \| \| Ciclista \| Ciclista \| Equipo \| Tiempo \| \| \| --------------------- \| ----------------------- \| -------------------------- \| --------------------- \| --------------------- \| \| 1.º \| Tobias Foss \| Ineos Grenadiers \| 3 h 16 min 56 s \| \| \| 2.º \| Chris Harper \| Team Jayco AlUla \| + 4 s \| \| \| 3.º \| Esteban Chaves \| EF Education-EasyPost \| + 6 s \| \| \| 4.º \| Ben O'Connor \| Decathlon-AG2R La Mondiale \| + 10 s \| \| \| 5.º \| Juan Pedro López \| Lidl-Trek \| + 13 s \| \| \| 6.º \| Geraint Thomas \| Ineos Grenadiers \| + 13 s \| \| \| 7.º \| Antonio Tiberi \| Bahrain Victorious \| + 13 s \| \| \| 8.º \| Amanuel Ghebreigzabhier \| Lidl-Trek \| + 13 s \| \| \| 9.º \| Romain Bardet \| Team dsm-firmenich PostNL \| + 13 s \| \| \| 10.º \| Valentin Paret-Peintre \| Decathlon-AG2R La Mondiale \| + 13 s \| \| |                         |                            |                 |
| |                         |                            |                 |
| Fuente: ProCyclingStats |                         |                            |                 |
| Clasificación general |                         |                            |                 |
| Ciclista | Ciclista                | Equipo                     | Tiempo          |
| 1.º | Tobias Foss             | Ineos Grenadiers           | 3 h 16 min 56 s |
| 2.º | Chris Harper            | Team Jayco AlUla           | + 4 s           |
| 3.º | Esteban Chaves          | EF Education-EasyPost      | + 6 s           |
| 4.º | Ben O'Connor            | Decathlon-AG2R La Mondiale | + 10 s          |
| 5.º | Juan Pedro López        | Lidl-Trek                  | + 13 s          |
| 6.º | Geraint Thomas          | Ineos Grenadiers           | + 13 s          |
| 7.º | Antonio Tiberi          | Bahrain Victorious         | + 13 s          |
| 8.º | Amanuel Ghebreigzabhier | Lidl-Trek                  | + 13 s          |
| 9.º | Romain Bardet           | Team dsm-firmenich PostNL  | + 13 s          |
| 10.º | Valentin Paret-Peintre  | Decathlon-AG2R La Mondiale | + 13 s          |

### 2.ª etapa
| Salorno - Stans | etapa de media montaña | (189,1 km) |

| \| Clasificación de la etapa \| Clasificación de la etapa \| Clasificación de la etapa \| Clasificación de la etapa \| Clasificación de la etapa \| \| Ciclista \| Ciclista \| Equipo \| Tiempo \| \| \| ------------------------- \| ------------------------- \| -------------------------- \| ------------------------- \| ------------------------- \| \| 1.º \| Alessandro De Marchi \| Team Jayco AlUla \| 4 h 47 min 37 s \| \| \| 2.º \| Patrick Gamper \| Bora-Hansgrohe \| + 1 min 20 s \| \| \| 3.º \| Simon Pellaud \| Tudor Pro Cycling Team \| + 1 min 24 s \| \| \| 4.º \| Gregor Mühlberger \| Movistar Team \| + 1 min 47 s \| \| \| 5.º \| Joan Bou \| Euskaltel-Euskadi \| + 1 min 47 s \| \| \| 6.º \| Fabio Felline \| Lidl-Trek \| + 1 min 47 s \| \| \| 7.º \| Antonio Tiberi \| Bahrain Victorious \| + 1 min 47 s \| \| \| 8.º \| Wout Poels \| Bahrain Victorious \| + 1 min 47 s \| \| \| 9.º \| Tom Donnenwirth \| Decathlon-AG2R La Mondiale \| + 1 min 47 s \| \| \| 10.º \| Romain Bardet \| Team dsm-firmenich PostNL \| + 1 min 47 s \| \| |                      |                            |                 |
| |                      |                            |                 |
| Fuente: ProCyclingStats |                      |                            |                 |
| Clasificación de la etapa |                      |                            |                 |
| Ciclista | Ciclista             | Equipo                     | Tiempo          |
| 1.º | Alessandro De Marchi | Team Jayco AlUla           | 4 h 47 min 37 s |
| 2.º | Patrick Gamper       | Bora-Hansgrohe             | + 1 min 20 s    |
| 3.º | Simon Pellaud        | Tudor Pro Cycling Team     | + 1 min 24 s    |
| 4.º | Gregor Mühlberger    | Movistar Team              | + 1 min 47 s    |
| 5.º | Joan Bou             | Euskaltel-Euskadi          | + 1 min 47 s    |
| 6.º | Fabio Felline        | Lidl-Trek                  | + 1 min 47 s    |
| 7.º | Antonio Tiberi       | Bahrain Victorious         | + 1 min 47 s    |
| 8.º | Wout Poels           | Bahrain Victorious         | + 1 min 47 s    |
| 9.º | Tom Donnenwirth      | Decathlon-AG2R La Mondiale | + 1 min 47 s    |
| 10.º | Romain Bardet        | Team dsm-firmenich PostNL  | + 1 min 47 s    |

| \| Clasificación general \| Clasificación general \| Clasificación general \| Clasificación general \| Clasificación general \| \| Ciclista \| Ciclista \| Equipo \| Tiempo \| \| \| --------------------- \| ----------------------- \| -------------------------- \| --------------------- \| --------------------- \| \| 1.º \| Tobias Foss \| Ineos Grenadiers \| 8 h 06 min 20 s \| \| \| 2.º \| Chris Harper \| Team Jayco AlUla \| + 4 s \| \| \| 3.º \| Esteban Chaves \| EF Education-EasyPost \| + 6 s \| \| \| 4.º \| Ben O'Connor \| Decathlon-AG2R La Mondiale \| + 10 s \| \| \| 5.º \| Antonio Tiberi \| Bahrain Victorious \| + 13 s \| \| \| 6.º \| Wout Poels \| Bahrain Victorious \| + 13 s \| \| \| 7.º \| Romain Bardet \| Team dsm-firmenich PostNL \| + 13 s \| \| \| 8.º \| Geraint Thomas \| Ineos Grenadiers \| + 13 s \| \| \| 9.º \| Amanuel Ghebreigzabhier \| Lidl-Trek \| + 13 s \| \| \| 10.º \| Valentin Paret-Peintre \| Decathlon-AG2R La Mondiale \| + 13 s \| \| |                         |                            |                 |
| |                         |                            |                 |
| Fuente: ProCyclingStats |                         |                            |                 |
| Clasificación general |                         |                            |                 |
| Ciclista | Ciclista                | Equipo                     | Tiempo          |
| 1.º | Tobias Foss             | Ineos Grenadiers           | 8 h 06 min 20 s |
| 2.º | Chris Harper            | Team Jayco AlUla           | + 4 s           |
| 3.º | Esteban Chaves          | EF Education-EasyPost      | + 6 s           |
| 4.º | Ben O'Connor            | Decathlon-AG2R La Mondiale | + 10 s          |
| 5.º | Antonio Tiberi          | Bahrain Victorious         | + 13 s          |
| 6.º | Wout Poels              | Bahrain Victorious         | + 13 s          |
| 7.º | Romain Bardet           | Team dsm-firmenich PostNL  | + 13 s          |
| 8.º | Geraint Thomas          | Ineos Grenadiers           | + 13 s          |
| 9.º | Amanuel Ghebreigzabhier | Lidl-Trek                  | + 13 s          |
| 10.º | Valentin Paret-Peintre  | Decathlon-AG2R La Mondiale | + 13 s          |

### 3.ª etapa
| Schwaz - Schwaz | etapa de media montaña | (127 km) |

| \| Clasificación de la etapa \| Clasificación de la etapa \| Clasificación de la etapa \| Clasificación de la etapa \| Clasificación de la etapa \| \| Ciclista \| Ciclista \| Equipo \| Tiempo \| \| \| ------------------------- \| ------------------------- \| ----------------------------- \| ------------------------- \| ------------------------- \| \| 1.º \| Juan Pedro López \| Lidl-Trek \| 3 h 16 min 11 s \| \| \| 2.º \| Giulio Pellizzari \| VF Group-Bardiani CSF-Faizanè \| + 22 s \| \| \| 3.º \| Tobias Foss \| Ineos Grenadiers \| + 38 s \| \| \| 4.º \| Romain Bardet \| Team dsm-firmenich PostNL \| + 38 s \| \| \| 5.º \| Aurélien Paret-Peintre \| Decathlon-AG2R La Mondiale \| + 38 s \| \| \| 6.º \| Antonio Tiberi \| Bahrain Victorious \| + 38 s \| \| \| 7.º \| Wout Poels \| Bahrain Victorious \| + 38 s \| \| \| 8.º \| Ben O'Connor \| Decathlon-AG2R La Mondiale \| + 38 s \| \| \| 9.º \| Valentin Paret-Peintre \| Decathlon-AG2R La Mondiale \| + 38 s \| \| \| 10.º \| Iván Ramiro Sosa \| Movistar Team \| + 38 s \| \| |                        |                               |                 |
| |                        |                               |                 |
| Fuente: ProCyclingStats |                        |                               |                 |
| Clasificación de la etapa |                        |                               |                 |
| Ciclista | Ciclista               | Equipo                        | Tiempo          |
| 1.º | Juan Pedro López       | Lidl-Trek                     | 3 h 16 min 11 s |
| 2.º | Giulio Pellizzari      | VF Group-Bardiani CSF-Faizanè | + 22 s          |
| 3.º | Tobias Foss            | Ineos Grenadiers              | + 38 s          |
| 4.º | Romain Bardet          | Team dsm-firmenich PostNL     | + 38 s          |
| 5.º | Aurélien Paret-Peintre | Decathlon-AG2R La Mondiale    | + 38 s          |
| 6.º | Antonio Tiberi         | Bahrain Victorious            | + 38 s          |
| 7.º | Wout Poels             | Bahrain Victorious            | + 38 s          |
| 8.º | Ben O'Connor           | Decathlon-AG2R La Mondiale    | + 38 s          |
| 9.º | Valentin Paret-Peintre | Decathlon-AG2R La Mondiale    | + 38 s          |
| 10.º | Iván Ramiro Sosa       | Movistar Team                 | + 38 s          |

| \| Clasificación general \| Clasificación general \| Clasificación general \| Clasificación general \| Clasificación general \| \| Ciclista \| Ciclista \| Equipo \| Tiempo \| \| \| --------------------- \| ---------------------- \| ----------------------------- \| --------------------- \| --------------------- \| \| 1.º \| Juan Pedro López \| Lidl-Trek \| 11 h 22 min 34 s \| \| \| 2.º \| Tobias Foss \| Ineos Grenadiers \| + 31 s \| \| \| 3.º \| Ben O'Connor \| Decathlon-AG2R La Mondiale \| + 45 s \| \| \| 4.º \| Antonio Tiberi \| Bahrain Victorious \| + 48 s \| \| \| 5.º \| Romain Bardet \| Team dsm-firmenich PostNL \| + 48 s \| \| \| 6.º \| Wout Poels \| Bahrain Victorious \| + 48 s \| \| \| 7.º \| Valentin Paret-Peintre \| Decathlon-AG2R La Mondiale \| + 48 s \| \| \| 8.º \| Giulio Pellizzari \| VF Group-Bardiani CSF-Faizanè \| + 57 s \| \| \| 9.º \| Aurélien Paret-Peintre \| Decathlon-AG2R La Mondiale \| + 1 min 19 s \| \| \| 10.º \| Iván Ramiro Sosa \| Movistar Team \| + 1 min 19 s \| \| |                        |                               |                  |
| |                        |                               |                  |
| Fuente: ProCyclingStats |                        |                               |                  |
| Clasificación general |                        |                               |                  |
| Ciclista | Ciclista               | Equipo                        | Tiempo           |
| 1.º | Juan Pedro López       | Lidl-Trek                     | 11 h 22 min 34 s |
| 2.º | Tobias Foss            | Ineos Grenadiers              | + 31 s           |
| 3.º | Ben O'Connor           | Decathlon-AG2R La Mondiale    | + 45 s           |
| 4.º | Antonio Tiberi         | Bahrain Victorious            | + 48 s           |
| 5.º | Romain Bardet          | Team dsm-firmenich PostNL     | + 48 s           |
| 6.º | Wout Poels             | Bahrain Victorious            | + 48 s           |
| 7.º | Valentin Paret-Peintre | Decathlon-AG2R La Mondiale    | + 48 s           |
| 8.º | Giulio Pellizzari      | VF Group-Bardiani CSF-Faizanè | + 57 s           |
| 9.º | Aurélien Paret-Peintre | Decathlon-AG2R La Mondiale    | + 1 min 19 s     |
| 10.º | Iván Ramiro Sosa       | Movistar Team                 | + 1 min 19 s     |

### 4.ª etapa
| Laives - Borgo Valsugana | etapa de montaña | (141,3 km) |

| \| Clasificación de la etapa \| Clasificación de la etapa \| Clasificación de la etapa \| Clasificación de la etapa \| Clasificación de la etapa \| \| Ciclista \| Ciclista \| Equipo \| Tiempo \| \| \| ------------------------- \| ------------------------- \| ----------------------------- \| ------------------------- \| ------------------------- \| \| 1.º \| Simon Carr \| EF Education-EasyPost \| 4 h 06 min 27 s \| \| \| 2.º \| Michael Storer \| Tudor Pro Cycling Team \| + 1 min 19 s \| \| \| 3.º \| Ben O'Connor \| Decathlon-AG2R La Mondiale \| + 1 min 19 s \| \| \| 4.º \| Wout Poels \| Bahrain Victorious \| + 1 min 22 s \| \| \| 5.º \| Valentin Paret-Peintre \| Decathlon-AG2R La Mondiale \| + 1 min 22 s \| \| \| 6.º \| Antonio Tiberi \| Bahrain Victorious \| + 1 min 22 s \| \| \| 7.º \| Romain Bardet \| Team dsm-firmenich PostNL \| + 1 min 22 s \| \| \| 8.º \| Juan Pedro López \| Lidl-Trek \| + 1 min 22 s \| \| \| 9.º \| Giulio Pellizzari \| VF Group-Bardiani CSF-Faizanè \| + 2 min 19 s \| \| \| 10.º \| Georg Steinhauser \| EF Education-EasyPost \| + 2 min 19 s \| \| |                        |                               |                 |
| |                        |                               |                 |
| Fuente: ProCyclingStats |                        |                               |                 |
| Clasificación de la etapa |                        |                               |                 |
| Ciclista | Ciclista               | Equipo                        | Tiempo          |
| 1.º | Simon Carr             | EF Education-EasyPost         | 4 h 06 min 27 s |
| 2.º | Michael Storer         | Tudor Pro Cycling Team        | + 1 min 19 s    |
| 3.º | Ben O'Connor           | Decathlon-AG2R La Mondiale    | + 1 min 19 s    |
| 4.º | Wout Poels             | Bahrain Victorious            | + 1 min 22 s    |
| 5.º | Valentin Paret-Peintre | Decathlon-AG2R La Mondiale    | + 1 min 22 s    |
| 6.º | Antonio Tiberi         | Bahrain Victorious            | + 1 min 22 s    |
| 7.º | Romain Bardet          | Team dsm-firmenich PostNL     | + 1 min 22 s    |
| 8.º | Juan Pedro López       | Lidl-Trek                     | + 1 min 22 s    |
| 9.º | Giulio Pellizzari      | VF Group-Bardiani CSF-Faizanè | + 2 min 19 s    |
| 10.º | Georg Steinhauser      | EF Education-EasyPost         | + 2 min 19 s    |

| \| Clasificación general \| Clasificación general \| Clasificación general \| Clasificación general \| Clasificación general \| \| Ciclista \| Ciclista \| Equipo \| Tiempo \| \| \| --------------------- \| ---------------------- \| ----------------------------- \| --------------------- \| --------------------- \| \| 1.º \| Juan Pedro López \| Lidl-Trek \| 15 h 30 min 23 s \| \| \| 2.º \| Ben O'Connor \| Decathlon-AG2R La Mondiale \| + 38 s \| \| \| 3.º \| Antonio Tiberi \| Bahrain Victorious \| + 48 s \| \| \| 4.º \| Wout Poels \| Bahrain Victorious \| + 48 s \| \| \| 5.º \| Romain Bardet \| Team dsm-firmenich PostNL \| + 48 s \| \| \| 6.º \| Valentin Paret-Peintre \| Decathlon-AG2R La Mondiale \| + 48 s \| \| \| 7.º \| Michael Storer \| Tudor Pro Cycling Team \| + 1 min 40 s \| \| \| 8.º \| Giulio Pellizzari \| VF Group-Bardiani CSF-Faizanè \| + 1 min 54 s \| \| \| 9.º \| Iván Ramiro Sosa \| Movistar Team \| + 2 min 52 s \| \| \| 10.º \| Davide Piganzoli \| Team Polti Kometa \| + 2 min 58 s \| \| |                        |                               |                  |
| |                        |                               |                  |
| Fuente: ProCyclingStats |                        |                               |                  |
| Clasificación general |                        |                               |                  |
| Ciclista | Ciclista               | Equipo                        | Tiempo           |
| 1.º | Juan Pedro López       | Lidl-Trek                     | 15 h 30 min 23 s |
| 2.º | Ben O'Connor           | Decathlon-AG2R La Mondiale    | + 38 s           |
| 3.º | Antonio Tiberi         | Bahrain Victorious            | + 48 s           |
| 4.º | Wout Poels             | Bahrain Victorious            | + 48 s           |
| 5.º | Romain Bardet          | Team dsm-firmenich PostNL     | + 48 s           |
| 6.º | Valentin Paret-Peintre | Decathlon-AG2R La Mondiale    | + 48 s           |
| 7.º | Michael Storer         | Tudor Pro Cycling Team        | + 1 min 40 s     |
| 8.º | Giulio Pellizzari      | VF Group-Bardiani CSF-Faizanè | + 1 min 54 s     |
| 9.º | Iván Ramiro Sosa       | Movistar Team                 | + 2 min 52 s     |
| 10.º | Davide Piganzoli       | Team Polti Kometa             | + 2 min 58 s     |

### 5.ª etapa
| Levico Terme - Levico Terme | etapa de montaña | (118,6 km) |

| \| Clasificación de la etapa \| Clasificación de la etapa \| Clasificación de la etapa \| Clasificación de la etapa \| Clasificación de la etapa \| \| Ciclista \| Ciclista \| Equipo \| Tiempo \| \| \| ------------------------- \| ---------------------------- \| -------------------------- \| ------------------------- \| ------------------------- \| \| 1.º \| Aurélien Paret-Peintre \| Decathlon-AG2R La Mondiale \| 2 h 50 min 20 s \| \| \| 2.º \| Antonio Tiberi \| Bahrain Victorious \| + 0 s \| \| \| 3.º \| Valentin Paret-Peintre \| Decathlon-AG2R La Mondiale \| + 0 s \| \| \| 4.º \| Romain Bardet \| Team dsm-firmenich PostNL \| + 0 s \| \| \| 5.º \| Wout Poels \| Bahrain Victorious \| + 0 s \| \| \| 6.º \| Filippo Zana \| Team Jayco AlUla \| + 0 s \| \| \| 7.º \| Óscar Rodríguez Garaicoechea \| Ineos Grenadiers \| + 0 s \| \| \| 8.º \| Matteo Fabbro \| Team Polti Kometa \| + 0 s \| \| \| 9.º \| Juan Pedro López \| Lidl-Trek \| + 0 s \| \| \| 10.º \| Michael Storer \| Tudor Pro Cycling Team \| + 0 s \| \| |                              |                            |                 |
| |                              |                            |                 |
| Fuente: ProCyclingStats |                              |                            |                 |
| Clasificación de la etapa |                              |                            |                 |
| Ciclista | Ciclista                     | Equipo                     | Tiempo          |
| 1.º | Aurélien Paret-Peintre       | Decathlon-AG2R La Mondiale | 2 h 50 min 20 s |
| 2.º | Antonio Tiberi               | Bahrain Victorious         | + 0 s           |
| 3.º | Valentin Paret-Peintre       | Decathlon-AG2R La Mondiale | + 0 s           |
| 4.º | Romain Bardet                | Team dsm-firmenich PostNL  | + 0 s           |
| 5.º | Wout Poels                   | Bahrain Victorious         | + 0 s           |
| 6.º | Filippo Zana                 | Team Jayco AlUla           | + 0 s           |
| 7.º | Óscar Rodríguez Garaicoechea | Ineos Grenadiers           | + 0 s           |
| 8.º | Matteo Fabbro                | Team Polti Kometa          | + 0 s           |
| 9.º | Juan Pedro López             | Lidl-Trek                  | + 0 s           |
| 10.º | Michael Storer               | Tudor Pro Cycling Team     | + 0 s           |

## Clasificaciones finales
- Las clasificaciones finalizaron de la siguiente forma:[5]

### Clasificación general
| \| Clasificación general \| Clasificación general \| Clasificación general \| Clasificación general \| Clasificación general \| \| Ciclista \| Ciclista \| Equipo \| Tiempo \| \| \| --------------------- \| ---------------------- \| ----------------------------- \| --------------------- \| --------------------- \| \| 1.º \| Juan Pedro López \| Lidl-Trek \| 18 h 20 min 43 s \| \| \| 2.º \| Ben O'Connor \| Decathlon-AG2R La Mondiale \| + 38 s \| \| \| 3.º \| Antonio Tiberi \| Bahrain Victorious \| + 42 s \| \| \| 4.º \| Valentin Paret-Peintre \| Decathlon-AG2R La Mondiale \| + 44 s \| \| \| 5.º \| Romain Bardet \| Team dsm-firmenich PostNL \| + 48 s \| \| \| 6.º \| Wout Poels \| Bahrain Victorious \| + 48 s \| \| \| 7.º \| Michael Storer \| Tudor Pro Cycling Team \| + 1 min 40 s \| \| \| 8.º \| Giulio Pellizzari \| VF Group-Bardiani CSF-Faizanè \| + 1 min 54 s \| \| \| 9.º \| Iván Ramiro Sosa \| Movistar Team \| + 2 min 55 s \| \| \| 10.º \| Davide Piganzoli \| Team Polti Kometa \| + 2 min 58 s \| \| |                        |                               |                  |
| |                        |                               |                  |
| Fuente: ProCyclingStats |                        |                               |                  |
| Clasificación general |                        |                               |                  |
| Ciclista | Ciclista               | Equipo                        | Tiempo           |
| 1.º | Juan Pedro López       | Lidl-Trek                     | 18 h 20 min 43 s |
| 2.º | Ben O'Connor           | Decathlon-AG2R La Mondiale    | + 38 s           |
| 3.º | Antonio Tiberi         | Bahrain Victorious            | + 42 s           |
| 4.º | Valentin Paret-Peintre | Decathlon-AG2R La Mondiale    | + 44 s           |
| 5.º | Romain Bardet          | Team dsm-firmenich PostNL     | + 48 s           |
| 6.º | Wout Poels             | Bahrain Victorious            | + 48 s           |
| 7.º | Michael Storer         | Tudor Pro Cycling Team        | + 1 min 40 s     |
| 8.º | Giulio Pellizzari      | VF Group-Bardiani CSF-Faizanè | + 1 min 54 s     |
| 9.º | Iván Ramiro Sosa       | Movistar Team                 | + 2 min 55 s     |
| 10.º | Davide Piganzoli       | Team Polti Kometa             | + 2 min 58 s     |

### Clasificación de la montaña
| Clasificación de la montaña | Clasificación de la montaña | Clasificación de la montaña   | Clasificación de la montaña | Clasificación de la montaña |
| Ciclista                    | Ciclista                    | Equipo                        | Puntos                      |                             |
| --------------------------- | --------------------------- | ----------------------------- | --------------------------- | --------------------------- |
| 1.º                         | Simon Carr                  | EF Education-EasyPost         | 24 pts                      |                             |
| 2.º                         | Wout Poels                  | Bahrain Victorious            | 20 pts                      |                             |
| 3.º                         | Juan Pedro López            | Lidl-Trek                     | 14 pts                      |                             |
| 4.º                         | Hugh Carthy                 | EF Education-EasyPost         | 10 pts                      |                             |
| 5.º                         | Giulio Pellizzari           | VF Group-Bardiani CSF-Faizanè | 10 pts                      |                             |
| 6.º                         | Mattia Bais                 | Team Polti Kometa             | 9 pts                       |                             |
| 7.º                         | Geraint Thomas              | Ineos Grenadiers              | 8 pts                       |                             |
| 8.º                         | Sergio Higuita              | Bora-Hansgrohe                | 8 pts                       |                             |
| 9.º                         | Aurélien Paret-Peintre      | Decathlon-AG2R La Mondiale    | 8 pts                       |                             |
| 10.º                        | Luca Covili                 | VF Group-Bardiani CSF-Faizanè | 8 pts                       |                             |

### Clasificación de los sprints (metas volantes)
| Clasificación de las metas volantes | Clasificación de las metas volantes | Clasificación de las metas volantes | Clasificación de las metas volantes | Clasificación de las metas volantes |
| Ciclista                            | Ciclista                            | Equipo                              | Puntos                              |                                     |
| ----------------------------------- | ----------------------------------- | ----------------------------------- | ----------------------------------- | ----------------------------------- |

### Clasificación de los jóvenes
| Clasificación del mejor joven | Clasificación del mejor joven | Clasificación del mejor joven | Clasificación del mejor joven | Clasificación del mejor joven |
| Ciclista                      | Ciclista                      | Equipo                        | Tiempo                        |                               |
| ----------------------------- | ----------------------------- | ----------------------------- | ----------------------------- | ----------------------------- |
| 1.º                           | Antonio Tiberi                | Bahrain Victorious            | 18 h 21 min 25 s              |                               |
| 2.º                           | Valentin Paret-Peintre        | Decathlon-AG2R La Mondiale    | + 2 s                         |                               |
| 3.º                           | Giulio Pellizzari             | VF Group-Bardiani CSF-Faizanè | + 1 min 12 s                  |                               |
| 4.º                           | Davide Piganzoli              | Team Polti Kometa             | + 2 min 16 s                  |                               |
| 5.º                           | Mathys Rondel                 | Tudor Pro Cycling Team        | + 3 min 35 s                  |                               |
| 6.º                           | Jorge Gutiérrez               | Equipo Kern Pharma            | + 13 min 19 s                 |                               |
| 7.º                           | Nicolás Alustiza              | Euskaltel-Euskadi             | + 37 min 47 s                 |                               |
| 8.º                           | Robbe Dhondt                  | Team dsm-firmenich PostNL     | + 46 min 11 s                 |                               |
| 9.º                           | Nils Aebersold                | Lidl-Trek                     | + 46 min 59 s                 |                               |
| 10.º                          | Killian Verschuren            | Decathlon-AG2R La Mondiale    | + 48 min 48 s                 |                               |

### Clasificación por equipos
| Clasificación por equipos | Clasificación por equipos  | Clasificación por equipos | Clasificación por equipos |
| Equipo                    | Equipo                     | Tiempo                    |                           |
| ------------------------- | -------------------------- | ------------------------- | ------------------------- |
| 1.º                       | Bahrain Victorious         | 55 h 13 min 25 s          |                           |
| 2.º                       | Decathlon-AG2R La Mondiale | + 5 min 55 s              |                           |
| 3.º                       | Movistar Team              | + 21 min 37 s             |                           |
| 4.º                       | Ineos Grenadiers           | + 26 min 21 s             |                           |
| 5.º                       | Lidl-Trek                  | + 26 min 51 s             |                           |
| 6.º                       | Tudor Pro Cycling Team     | + 28 min 45 s             |                           |
| 7.º                       | Euskaltel-Euskadi          | + 33 min 50 s             |                           |
| 8.º                       | Team dsm-firmenich PostNL  | + 34 min 45 s             |                           |
| 9.º                       | EF Education-EasyPost      | + 34 min 49 s             |                           |
| 10.º                      | Equipo Kern Pharma         | + 37 min 45 s             |                           |

## Evolución de las clasificaciones
| Etapa                   |                         | Ganador _              | Clasificación general | Puntos               | Montaña     | Jóvenes        | Equipo _                   |
| ----------------------- | ----------------------- | ---------------------- | --------------------- | -------------------- | ----------- | -------------- | -------------------------- |
| 1.ª etapa               | etapa de media montaña  | Tobias Foss            | Tobias Foss           | Tobias Foss          | Mattia Bais | Antonio Tiberi | Ineos Grenadiers           |
| 2.ª etapa               | etapa de media montaña  | Alessandro De Marchi   | Tobias Foss           | Alessandro De Marchi | Mattia Bais | Antonio Tiberi | Team Jayco AlUla           |
| 3.ª etapa               | etapa de media montaña  | Juan Pedro López       | Juan Pedro López      | Tobias Foss          | Mattia Bais | Antonio Tiberi | Decathlon-AG2R La Mondiale |
| 4.ª etapa               | etapa de montaña        | Simon Carr             | Juan Pedro López      | Tobias Foss          | Simon Carr  | Antonio Tiberi | Bahrain Victorious         |
| 5.ª etapa               | etapa de montaña        | Aurélien Paret-Peintre | Juan Pedro López      | Tobias Foss          | Simon Carr  | Antonio Tiberi | Bahrain Victorious         |
| Clasificaciones finales | Clasificaciones finales |                        | Juan Pedro López      | Tobias Foss          | Simon Carr  | Antonio Tiberi | Bahrain Victorious         |

## Ciclistas participantes y posiciones finales
Convenciones:
- AB-N: Abandono en la etapa "N"
- FLT-N: Retiro por arribo fuera del límite de tiempo en la etapa "N"
- NTS-N: No tomó la salida para la etapa "N"
- DES-N: Descalificado o expulsado en la etapa "N"

## UCI World Ranking
El Tour de los Alpes otorgó puntos para el UCI World Ranking para corredores de los equipos en las categorías UCI WorldTeam, UCI ProTeam y Continental. Las siguientes tablas son el baremo de puntuación y los diez corredores que obtuvieron más puntos:
| Posición              | 1.º | 2.º | 3.º | 4.º | 5.º | 6.º | 7.º | 8.º | 9.º | 10.º | 11.º | 12.º | 13.º | 14.º | 15.º | 16.º-30.º | 31.º-40.º |
| Clasificación general | 200 | 150 | 125 | 100 | 85  | 70  | 60  | 50  | 40  | 35   | 30   | 25   | 20   | 15   | 10   | 5         | 3         |
| Por etapa             | 20  | 15  | 10  | 5   | 3   |     |     |     |     |      |      |      |      |      |      |           |           |
| Líder                 | 5   |     |     |     |     |     |     |     |     |      |      |      |      |      |      |           |           |

| Clasificación |                        |                               |         |       |       |       |
| Posición      | Ciclista               | Equipo                        | General | Etapa | Líder | Total |
| ------------- | ---------------------- | ----------------------------- | ------- | ----- | ----- | ----- |
| 1.º           | Juan Pedro López       | Lidl-Trek                     | 200     | 23    | 10    | 233   |
| 2.º           | Ben O'Connor           | Decathlon AG2R La Mondiale    | 150     | 15    | -     | 165   |
| 3.º           | Antonio Tiberi         | Bahrain Victorious            | 125     | 10    | -     | 135   |
| 4.º           | Valentin Paret-Peintre | Decathlon AG2R La Mondiale    | 100     | 13    | -     | 113   |
| 5.º           | Romain Bardet          | dsm-firmenich PostNL          | 85      | 10    | -     | 95    |
| 6.º           | Wout Poels             | Bahrain Victorious            | 70      | 8     | -     | 78    |
| 7.º           | Michael Storer         | Tudor                         | 60      | 15    | -     | 75    |
| 8.º           | Giulio Pellizzari      | VF Group Bardiani-CSF Faizanè | 50      | 15    | -     | 65    |
| 9.º           | Tobias Foss            | INEOS Grenadiers              | 3       | 30    | 10    | 43    |
| 10.º          | Iván Ramiro Sosa       | Movistar                      | 40      | -     | -     | 40    |